# Äpfel
Die Äpfel (Malus) bilden eine Pflanzengattung der  Kernobstgewächse (Pyrinae) aus der Familie der Rosengewächse (Rosaceae).
Die Gattung umfasst etwa 42 bis 55 Arten laubwerfender Bäume und Sträucher aus Wäldern und Dickichten der nördlichen gemäßigten Zone in Europa, Asien und Nordamerika, aus denen auch eine große Anzahl an oft schwer unterscheidbaren Hybriden hervorgegangen ist.
Die weltweit mit Abstand bekannteste und wirtschaftlich sehr bedeutende Art ist der Kulturapfel (Malus domestica).
Daneben werden manche aus Ostasien stammende Arten mit nur etwa kirschgroßen Früchten, wie etwa der Japanische Apfel (Malus floribunda), der Kirschapfel (Malus baccata) und Malus ×zumi in gemäßigten Klimagebieten als Ziersträucher und -bäume angepflanzt. Nicht zu verwechseln mit den Äpfeln sind die nicht näher verwandten Granatäpfel (Punica granatum).

## Wortherkunft
Das Wort Apfel wird auf die indogermanische Grundform *h₂ébōl zurückgeführt, die nur Fortsetzungen im Nordwestindogermanischen (Germanisch, Keltisch, Baltisch und Slawisch) hat und dort in allen Formen den Apfel bezeichnet. In der Forschung herrscht Uneinigkeit darüber, wie die Form genau anzusetzen ist und ob es sich um das indogermanische Apfelwort handelt oder eine Entlehnung aus einer nicht-indogermanischen Sprache (vgl. kasachisch alma, burushaski báalt).
Aus der idg. Genitivform *h₂eb-l-ós entwickelt sich das urgermanische Apfelwort *aplaz, aus dem (mit westgermanischer Gemination vor -l-) althochdeutsch apful, afful > Apfel (Mehrzahl epfili > Äpfel), englisch apple und niederländisch appel hervorgehen.
Der wissenschaftliche Gattungsname Malus ist abgeleitet von dem lateinischen Wort malum, was auf Deutsch so viel wie Apfel oder apfelförmige Baumfrucht bedeutet.

## Beschreibung

### Habitus und Belaubung
Die Arten der Gattung Äpfel (Malus) sind sommergrüne Bäume oder Sträucher. Sie sind meist unbewehrt. Die wechselständig angeordneten Laubblätter sind gestielt. Die einfache Blattspreite ist oval bis eiförmig oder elliptisch. Die Blattränder sind meist gesägt, selten glatt und manchmal gelappt. Einige Arten bzw. Sorten werden wegen ihres purpurnen Laubes im Herbst geschätzt. Nebenblätter sind vorhanden, verwelken aber oft früh.

### Blütenstände und Blüten

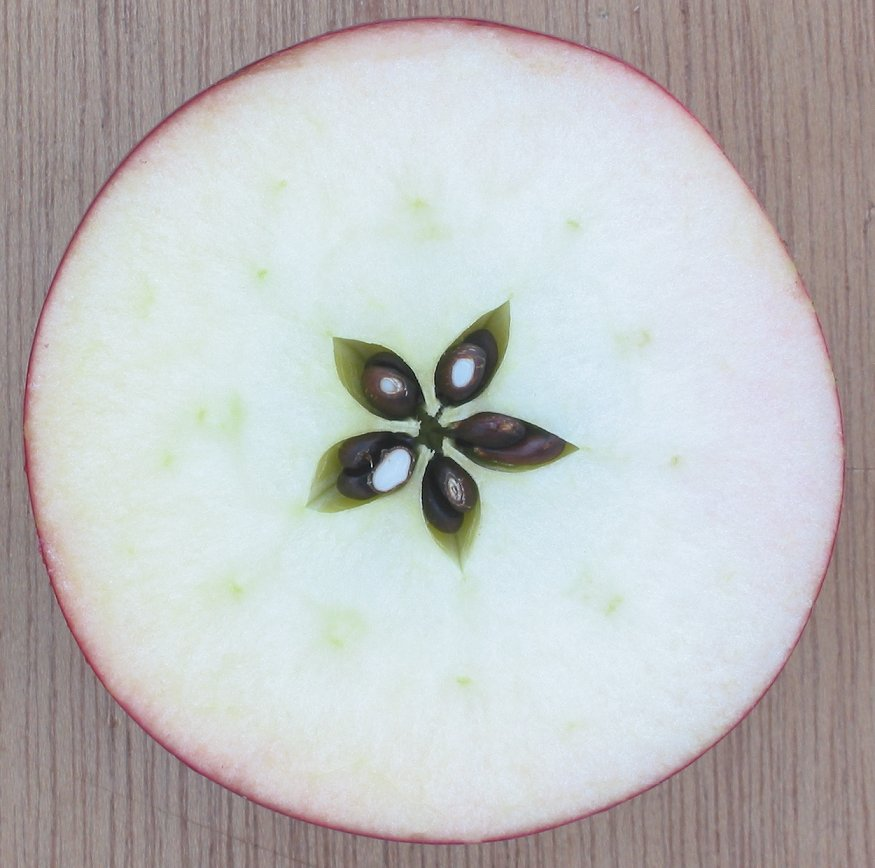
Querschnitt durch einen Apfel

Die gestielten Blüten der Apfelbäume stehen einzeln oder in doldigen schirmrispigen Blütenständen. Die fünfzähligen, zwittrigen, radiärsymmetrischen Blüten sind meist flach becherförmig und weisen meist einen Durchmesser von 2 bis 5 cm auf. Häufig duften die Blüten. Die Blütenachse ist krugförmig. Die fünf grünen Kelchblätter sind auch noch an den Früchten erhalten. Die fünf freien Kronblätter sind weiß, rosa oder rot. In jeder Blüte sind viele (15 bis 50) Staubblätter vorhanden, mit weißen Staubfäden und gelben Staubbeuteln. Aus drei bis fünf Fruchtblättern besteht der unterständige Fruchtknoten. Die drei bis fünf Griffel sind nur an ihrer Basis verwachsen. Bei einigen Züchtungen sind die Blüten, durch Umwandlung der Staubblätter in kronblattähnliche Blütenblätter, halbgefüllt oder gefüllt.

### Früchte und Samen

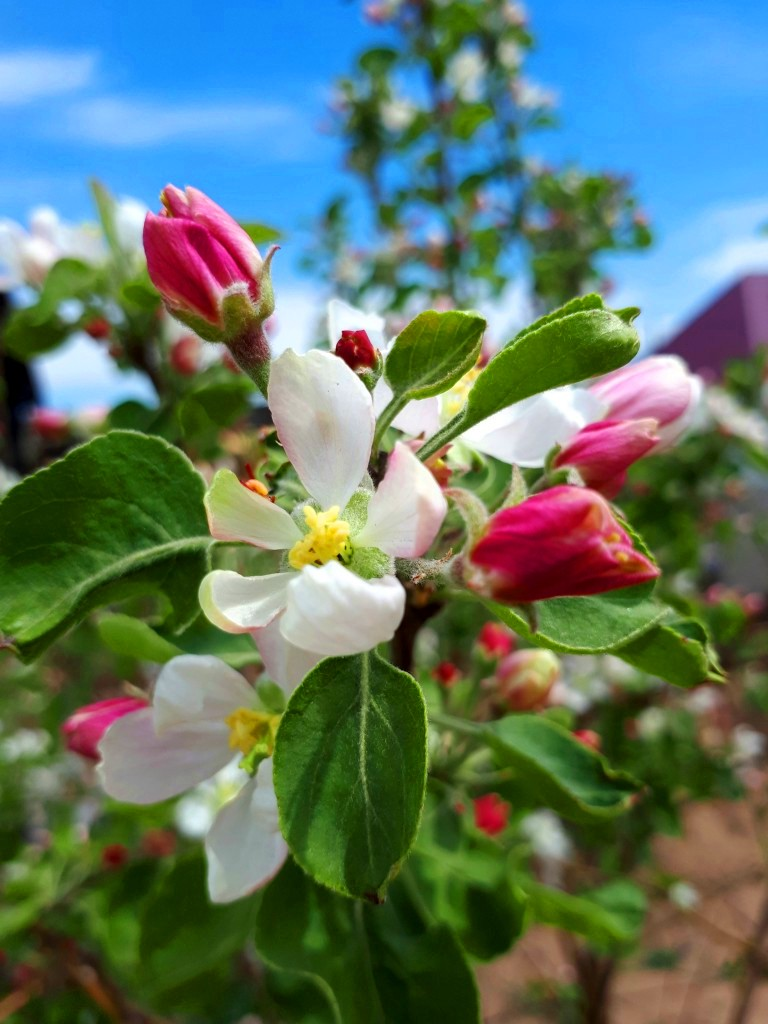
Apfelblüte in Ostsibirien

Gemeinhin bekannt sind die mehr oder minder rundlichen, essbaren Früchte. Bei einigen Arten sind sie roh ungenießbar. Das fleischige Gewebe, das normalerweise als Frucht bezeichnet wird, entsteht nicht aus dem Fruchtknoten, sondern aus der Blütenachse; der Biologe spricht daher von Scheinfrüchten. Genauer ist die Apfelfrucht eine Sonderform der Sammelbalgfrucht. Ein Balg besteht aus einem Fruchtblatt, das mit sich selbst verwächst. Innerhalb des Fruchtfleisches entsteht aus dem balgähnlichen Fruchtblatt ein pergamentartiges Gehäuse. Im Fruchtfleisch selbst sind höchstens noch vereinzelt Steinzellennester enthalten.
Die Samen sind braun oder schwarz; sie enthalten geringe Mengen an giftigen Cyaniden.

## Systematik der Arten

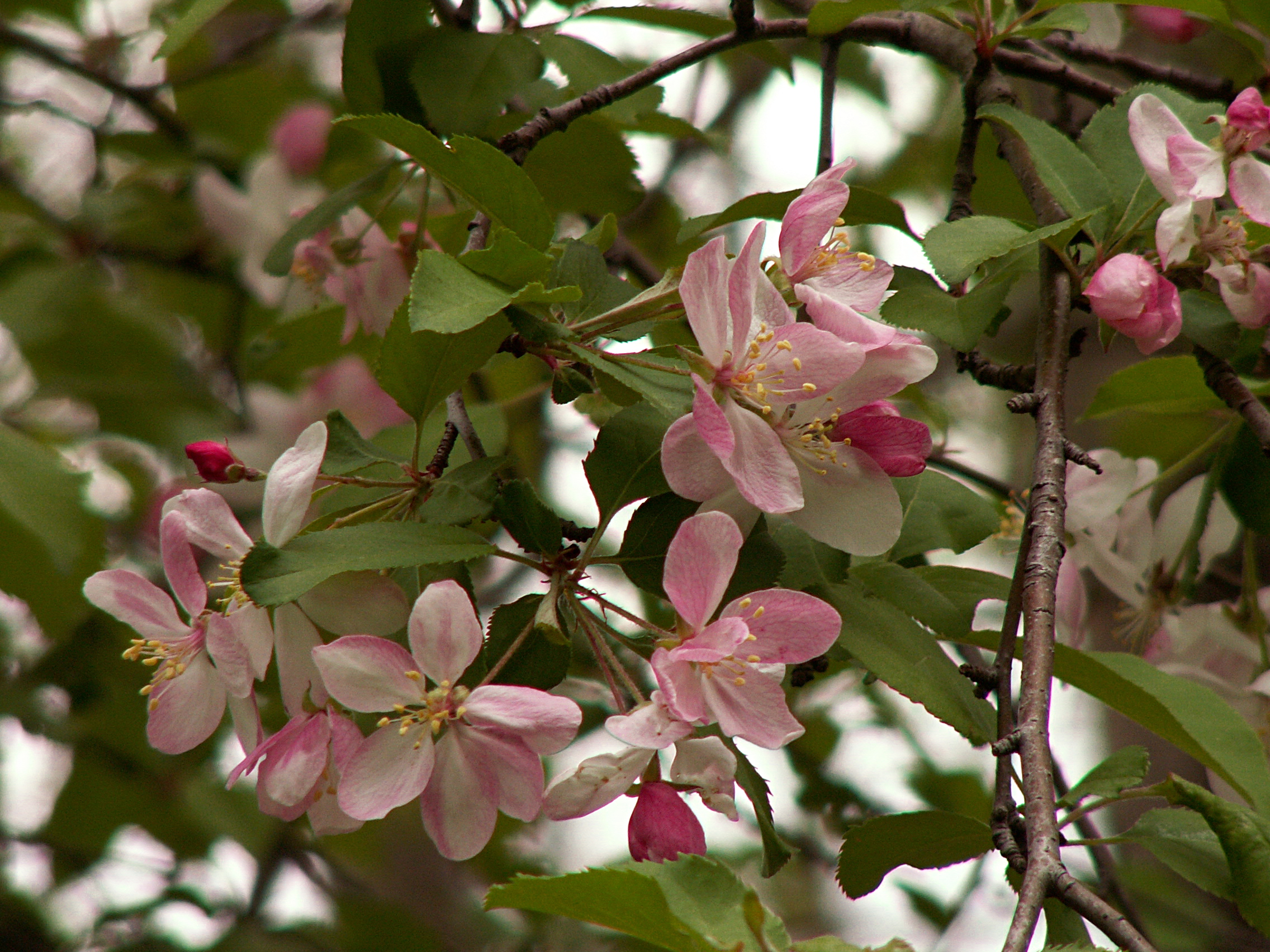
Sektion Chloromeles: Blüten des Süßen Wildapfel (Malus coronaria)

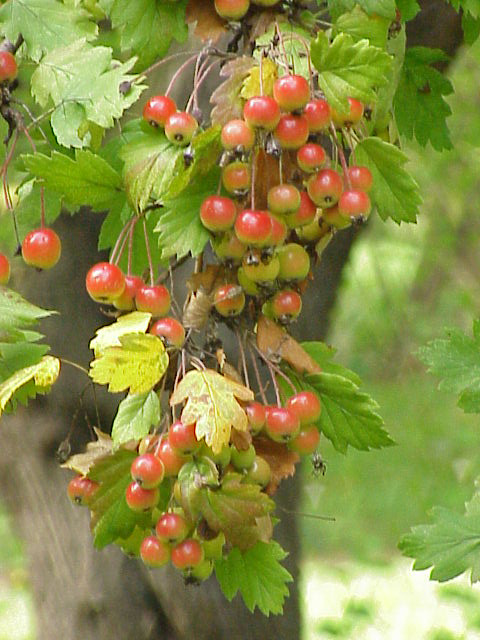
Sektion Florentinae: Früchte von Malus florentina

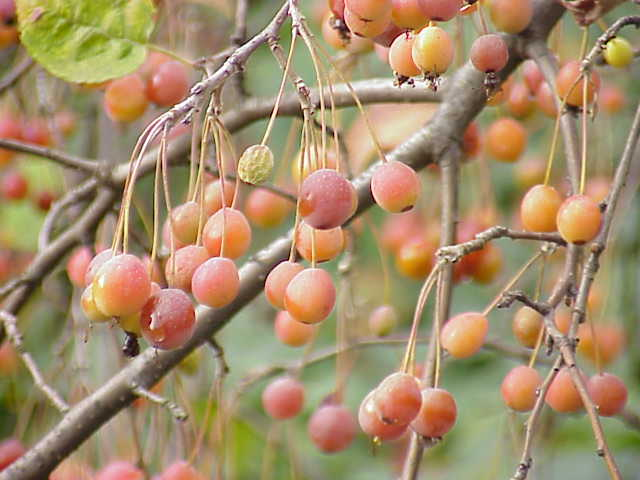
Sektion Gymnomeles: Früchte von Malus sikkimensis

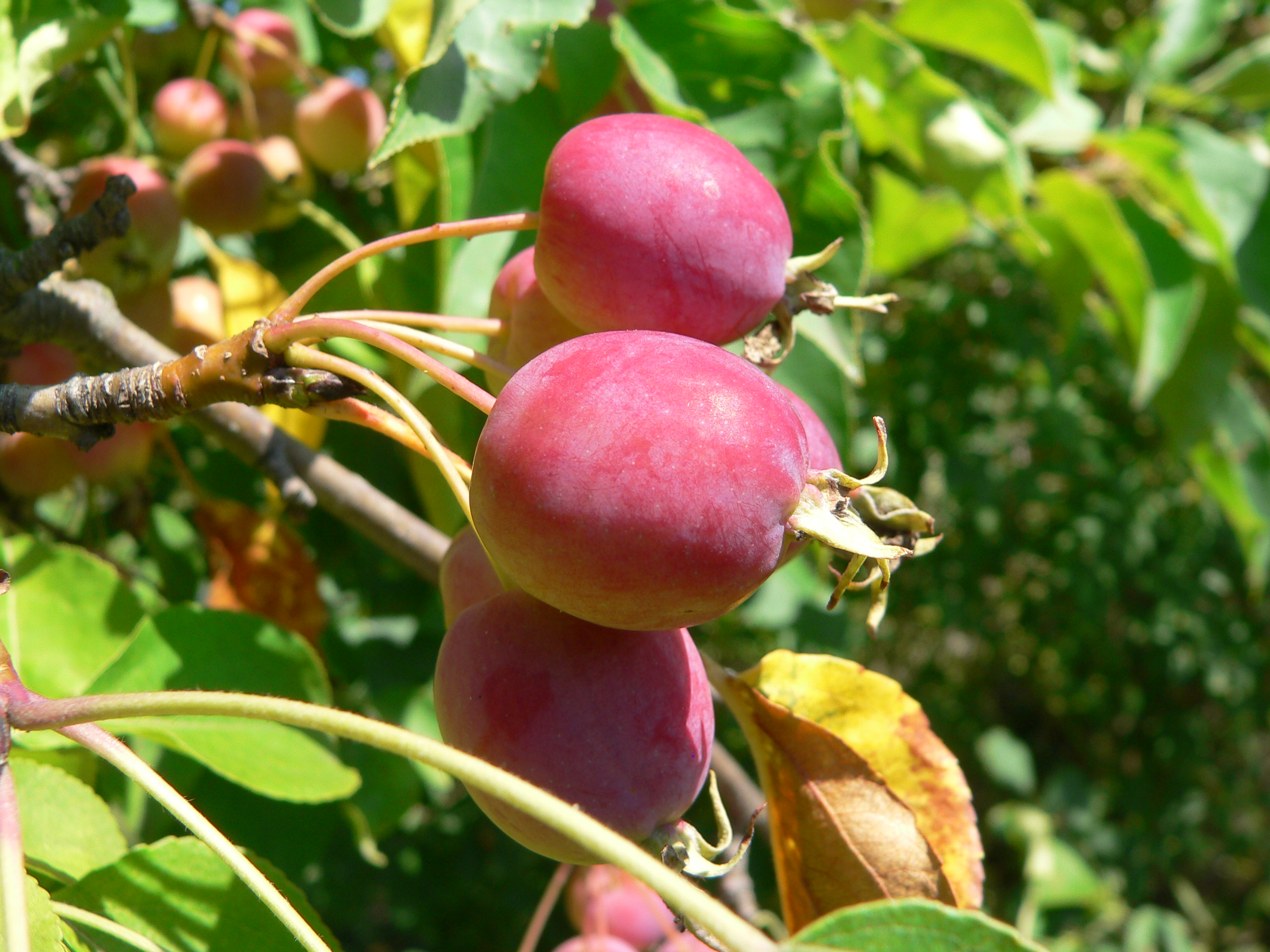
Sektion Malus: Früchte von Malus prunifolia

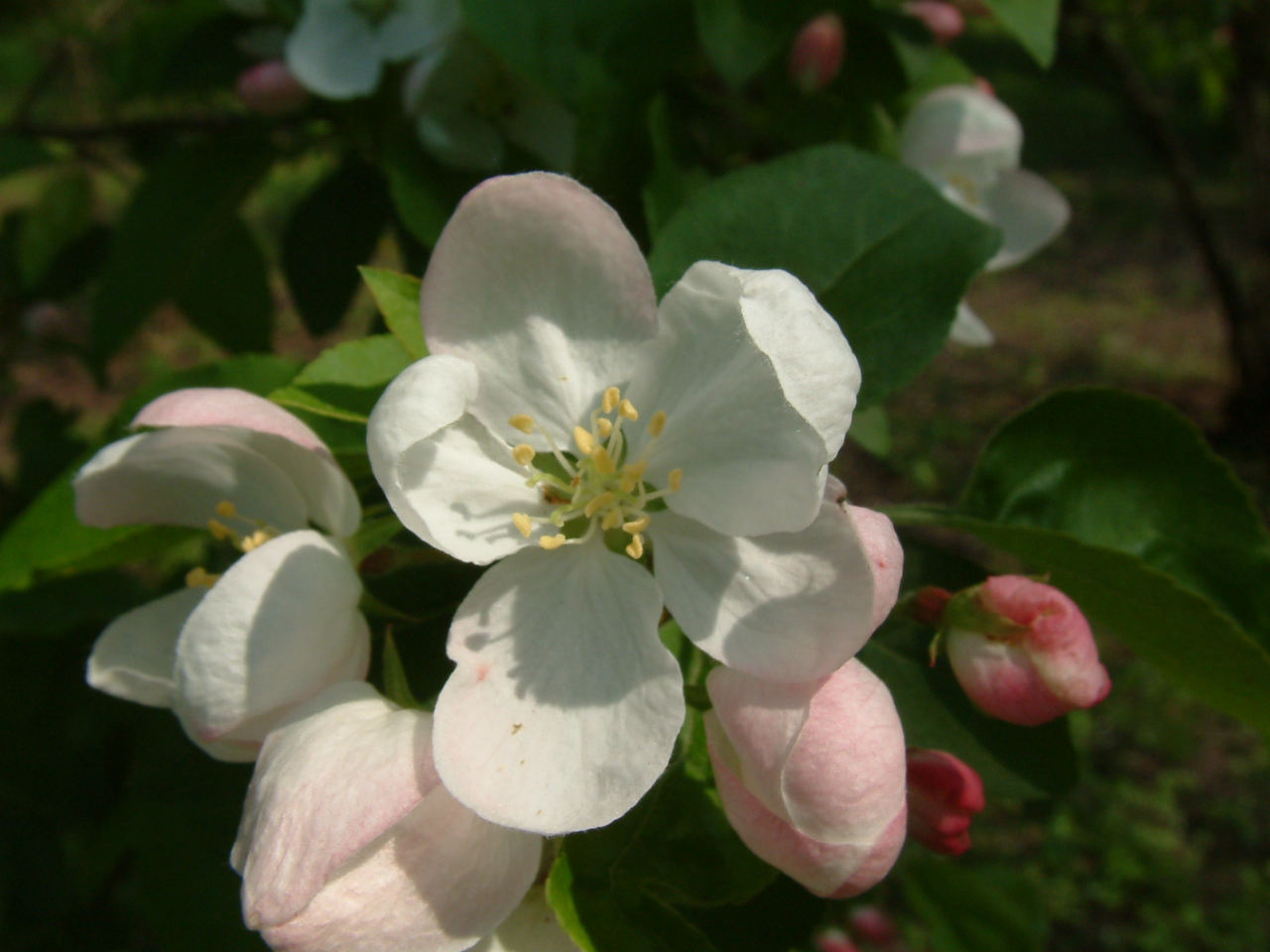
Sektion Malus: Blüten von Malus transitoria

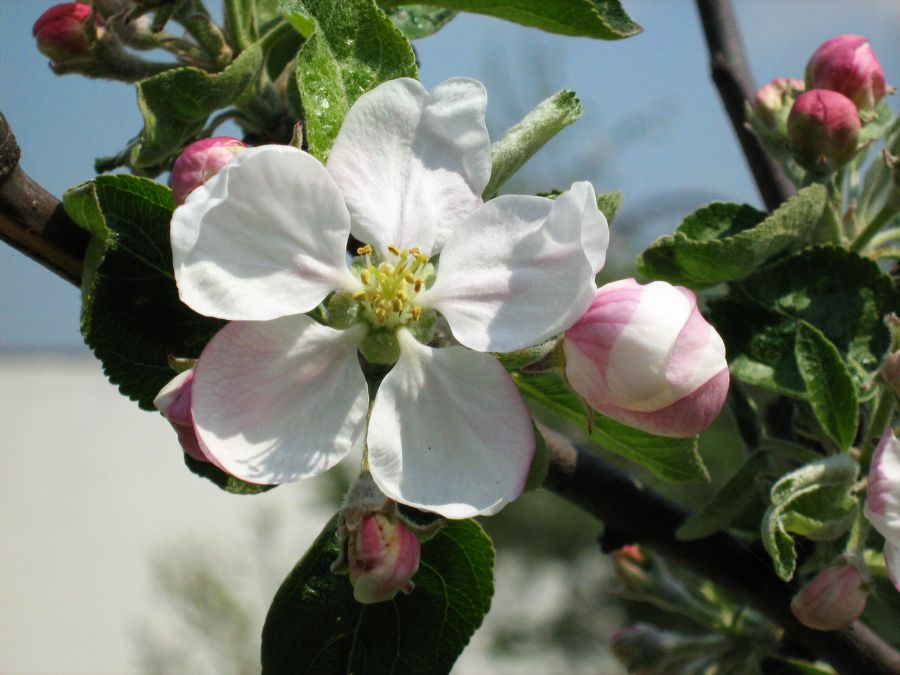
Malus ×asiatica, Blüten mit genagelten Kronblättern

Die Gattung Malus gehört zur Subtribus Pyrinae der Tribus Pyreae in der Unterfamilie Spiraeoideae innerhalb der Familie Rosaceae. Der Gattungsname Malus wurde 1754 durch Philip Miller in Gard. Dict. Abr. 4. Auflage, S. 835 erstveröffentlicht. Synonyme für Malus Mill. sind: Docyniopsis (C.K.Schneid.) Koidz., Eriolobus (DC.) M.Roem.
Es gibt etwa 42 bis 55 Malus-Arten; hier eine Auflistung mit Heimatangaben. Zu den bekannten Sorten der fruchtliefernden Apfelbäume siehe Kulturapfel und Apfelsorten. In China sind etwa 25 Arten zu finden, davon 15 nur dort. Die Gattung Malus wird in (sechs bis) acht Sektionen (2006 und 2008 zwei dazu gekommen) gegliedert:
- Sektion Chloromeles: Mit nur noch drei gültigen Arten nur in Nordamerika:
  - Südlicher Wildapfel (Malus angustifolia (Aiton) Michx.): Heimat sind die USA.
  - Süßer Wildapfel (Malus coronaria (L.) Mill., Syn.: Malus bracteata Rehder, Malus coronaria var. dasycalyx Rehder, Malus fragrans Rehder, Malus glabrata Rehder, Malus glaucescens Rehder, Malus lancifolia Rehder, Pyrus coronaria L.): Heimat ist das östliche Nordamerika.
  - Savannen- oder Prärie-Wildapfel Malus ioensis (Alph.Wood) Britton: Heimat ist das westliche Nordamerika.
- Sektion Docyniopsis: Mit nur vier Arten in Asien:
  - Malus doumeri (Bois) A.Chev. (Syn.: Malus formosana Kawak. & Koidz., Malus laosensis (Cardot) A.Chev., Pyrus doumeri Bois): Heimat ist China, Taiwan, Laos und Vietnam.
  - Malus leiocalyca S.Z.Huang: Heimat ist China.
  - Malus melliana (Hand.-Mazz.) Rehder: Heimat ist China.
  - Wollapfel (Malus tschonoskii (Maxim.) C.K.Schneid.): Heimat ist Japan.
- Sektion Eriolobus (Seringe) C.K.Schneid.: Mit der einzigen Art:
  - Malus trilobata (Poir.) C.K.Schneid.: Die Heimat ist Kleinasien, Thrakien, Syrien, Libanon, Israel.
- Sektion Florentinae (Rehder) M.H.Cheng ex G.Z.Qian:[7]
  - Malus florentina (Zuccagni) C.K.Schneid. (Syn.: Malus crataegifolia (Savi) Koehne, Malosorbus × florentina (Zucc.) Browicz): Heimat ist Italien und der Balkan.
- Sektion Gymnomeles: Sie enthält etwa sechs Arten:
  - Kirschapfel, auch Sibirischer Wildapfel oder Beerenapfel genannt (Malus baccata (L.) Borkh.; Syn.: Malus pallasiana Juz., Malus sibirica (Maxim.) Kom., Malus daochengensis C.L.Li, Malus rockii Rehder, Malus jinxianensis J.Q.Deng & J.Y.Hong, Malus xiaojinensis M.H.Cheng & N.G.Jiang): Heimat ist Ostasien.
  - Halls Apfel (Malus halliana Koehne): Heimat ist Japan und China.
  - Teeapfel oder Chinesischer Wildapfel (Malus hupehensis (Pamp.) Rehder): Heimat ist China.
  - Malus mandshurica (Maxim.) Kom. ex Skvortsov (Syn: Malus cerasifera Spach, Malus sachalinensis Juz., Pyrus baccata var. mandshurica Maxim., Malus baccata ssp. mandshurica (Komarov) Likhonos, Malus baccata var. mandshurica (Maxim.) C.K.Schneider): Heimat ist Ostasien.
  - Malus sikkimensis (Wenz.) Koehne ex C.K.Schneid.: Heimat ist der Himalaja.
  - Malus spontanea (Makino) Makino: Sie kommt in Japan vor.[6]
  - Malus × xiaojinensis M.H.Cheng & N.G.Jiang (Syn.: Malus baccata var. daochengensis (C.L.Li) Ponomar., Malus baccata var. xiaojinensis (M.H.Cheng & N.G.Jiang) Ponomar., Malus daochengensis C.L.Li, Malus maerkangensis M.H.Cheng et al.): Sie kommt in den chinesischen Provinzen Sichuan sowie Yunnan vor.[6]
- Sektion Malus: Sie enthält etwa elf Arten und einige Hybriden:
  - Malus chitralensis Vassilcz.: Sie kommt in Pakistan vor.[6]
  - Japanischer Wildapfel, auch Korallenapfel genannt (Malus floribunda Sieb. ex Van Houtte): Heimat ist Japan.
  - Malus muliensis T.C.Ku: Sie kommt in Sichuan vor.[6]
  - Kaukasusapfel oder Orientalischer Apfel (Malus orientalis Uglitzk.), Bergwälder und Waldränder des südlichen Kaukasus - Neben Malus sieversii zweitwichtigster Vorfahre des Kulturapfels
  - Malus prunifolia (Willd.) Borkh.: Sie gedeiht an Hängen und in Ebenen in Höhenlagen von 0 bis 1300 Metern in der Inneren Mongolei und in den chinesischen Provinzen Gansu, Guizhou, Hebei, Henan, Liaoning, Qinghai, Shaanxi, Shandong, Shanxi und vielleicht in Xinjiang.[8]
  - Malus pumila Mill. (Syn.: Malus communis Poiret, Malus dasyphylla Borkhausen, Malus dasyphylla var. domestica Koidzumi, Malus domestica Borkhausen, Malus domestica subsp. pumila (Mill.) Likhonos, Malus pumila var. domestica C.K.Schneider,  Niedzwetzki-Apfel Malus niedzwetzkyana Dieck ex Koehne, Malus sylvestris ssp. mitis Mansfeld, Pyrus malus L., Pyrus malus var. pumila Henry), (westliches Asien, Zentralasien und Osteuropa)
  - Asiatischer Wildapfel, auch Altai-Apfel (Malus sieversii (Ledeb.) M.Roem., Syn.: Malus kirghisorum Al.Fed. & Fed., Malus turkmenorum Juz. & Popov), Bergwälder Zentralasiens von Tadschikistan bis Westchina – wahrscheinlich Hauptstammform des Kulturapfels.
  - Chinesischer Apfel (Malus spectabilis (Aiton) Borkh.), (Asien, wahrscheinlich China)
  - Holzapfel oder Europäischer Wildapfel genannt (Malus sylvestris (L.) Mill.), westliches Asien und Europa – nach neuesten Untersuchungen vermutlich keine Stammform des Kulturapfels, jedoch möglicherweise darin eingekreuzt.
  - Malus zhaojiaoensis N.G.Jiang: Sie kommt in Sichuan vor.[6]
  - Malus ×adstringens Zabel (= Malus baccata × Malus pumila)
  - Malus ×arnoldiana (Rehder) Sarg. ex Rehder (= Malus baccata × Malus floribunda, Syn.: Malus floribunda var. arnoldiana Rehder)
  - Malus ×asiatica Nakai (Syn.: Malus ringo Sieb. ex Carrière): Heimat ist China, dort gibt es viele Sorten für den Fruchtanbau.
  - Malus ×astracanica hort. ex Dum. Cours. (= Malus prunifolia × Malus pumila)
  - Kulturapfel (Malus domestica Borkh.), der Ursprung liegt in Asien. Die Stammformen sind wahrscheinlich der Asiatische Wildapfel (Malus sieversii) und der Kaukasusapfel (Malus orientalis). Zudem werden frühe Kreuzungen mit Malus dasyphylia und Malus praecox angenommen.
  - Malus ×hartwigii Koehne (= Malus baccata × Malus halliana)
  - Malus ×magdeburgensis Hartwig (= Malus pumila × Malus spectabilis), (Deutschland, Zufallsfund in der Nähe von Magdeburg)
  - Malus ×micromalus Makino (= Malus spectabilis × Malus baccata): Wird in China weitverbreitet als Ziergehölz und auf Grund der essbaren Früchte angebaut.
  - Purpurapfel (Malus ×purpurea (A.Barbier) Rehder, = Malus ×atrosanguinea × Malus pumila, Syn.: Malus floribunda var. lemoinei É.Lemoine, Malus floribunda var. purpurea A.Barbier, Malus ×purpurea f. eleyi (Bean) Rehder, Malus ×purpurea f. lemoinei (É.Lemoine) Rehder, Malus ×purpurea var. aldenhamensis Rehder)
  - Malus ×robusta (Carrière) Rehder (= Malus baccata × Malus prunifolia, Syn.: Malus microcarpa var. robusta Carrière)
  - Malus ×scheideckeri Späth ex Zabel (= Malus floribunda × Malus prunifolia)
- Sektion Sorbomalus (Zabel) C.K.Schneid.
  - Malus bhutanica (W.W.Sm.) J.B.Phipps (Syn.: Malus toringoides (Rehder) Hughes): Sie kommt in China vor.[6]
  - Oregon-Wildapfel (Malus fusca (Raf.) C.K.Schneid.; Syn.: Malus diversifolia (Bong.) M.Roem., Malus rivularis (Douglas) M.Roem.), (nordwestliches Nordamerika)
  - Malus kansuensis (Batalin) C.K.Schneid.: Heimat ist das westliche China.
  - Malus komarovii (Sarg.) Rehder: Heimat ist China und das nördliche Korea
  - Malus sargentii Rehder: Die Heimat ist Japan.
  - Malus toringo (Sieb.) de Vriese (Syn.: Malus sieboldii (Regel) Rehder), (östliches Asien, Japan)
  - Malus transitoria (Batalin) C.K.Schneid. (Syn.: Malus bhutanica (W W.Sm.) J.B.Phipps), (nordwestliches China)
  - Zierapfel (Malus ×zumi (Matsum.) Rehder), keine Wildform bekannt; es gibt mehrere Sorten, zum Teil mit blutroten Blättern.
  - Malus ×atrosanguinea (hort. ex Späth) C.K.Schneid. (= Malus halliana × Malus toringo)
- Sektion Yunnanenses (Rehd.) G.Z.Qian:[9] Die nur vier Arten kommen nur in China und Myanmar vor:
  - Malus honanensis Rehder: Sie gedeiht im Dickicht in Tälern oder an Hängen in Höhenlagen von 800 bis 2600 Metern in den chinesischen Provinzen Gansu, Hebei, Henan, Hubei, Shaanxi sowie Shanxi.
  - Malus ombrophila Hand.-Mazz.: Sie gedeiht in Mischwäldern entlang von Fließgewässern und in Tälern in Höhenlagen von 2000 bis 3500 Metern in Tibet und in den chinesischen Provinzen südwestliches Sichuan sowie nordwestliches Yunnan.[8]
  - Malus prattii (Hemsl.) C.K.Schneider (Syn.: Malus kaido Dippel): Seit 2005 gibt es zwei Varietäten:
    - Malus prattii var. glabrata G.Z.Qian: Sie wurde 2005 aus Sichuan erstbeschrieben. Sie gedeiht in Höhenlagen von 2200 bis 3200 Metern.[8]
    - Malus prattii var. prattii (Hemsl.) C.K.Schneider: Sie gedeiht in Mischwäldern an Hängen in Höhenlagen von 1400 bis 3500 Metern in den chinesischen Provinzen westliches Sichuan sowie nordwestliches Yunnan.[8]

  - Malus yunnanensis (Franch.) C.K.Schneid.: Es gibt zwei Varietäten:[8]
    - Malus yunnanensis var. veitchii (Osborn) Rehder
    - Malus yunnanensis var. yunnanensis (Franch.) C.K.Schneid.: Sie kommt in Myanmar, Sichuan sowie Yunnan vor.

- Ohne Tribuszugehörigkeit:
  - Malus brevipes (Rehder) Rehder (ist nur aus Kultur bekannt)
  - Malus ×platycarpa Rehder (USA)
  - Malus ×sublobata (Dippel) Rehder (= Malus prunifolia × Malus toringo, Syn.: Malus ringo var. sublobata Dippel)
  - Malus ×soulardi Britton

Es gibt auch Gattungskreuzungen innerhalb des Untertribus Pyrinae, zum Beispiel Sorbus × Malus und sogar Dreifachkreuzungen: (Cydonia × Pyrus) × Malus.